# A12 (автомагистраль, Германия)
Автомагистраль A12 (нем. Bundesautobahn 12, сокр. Autobahn 12 или A12) — автобан Германии. Автомагистраль начинается на перекрестке с A10 и идет на восток, заканчиваясь на границе с Польшей, переходя в польскую автодорогу A2.
Известна под названием Autobahn der Freiheit (ru: Дорога свободы).